# クローズアップにっぽん
クローズアップにっぽんは、1978年4月から2001年3月までTBSラジオをキー局に全国のJRN系列局、およびラジオ関西にて放送されたラジオ番組である。パーソナリティは女優の芳村真理。
総理府（現・内閣府）の一社提供。

## 放送時間
※いずれもTBSラジオでの放送時間
- 毎週月曜21:00 - 21:30（1978年4月～1978年9月）
- 毎週日曜21:00 - 21:30（1978年10月～1979年3月）
- 毎週日曜22:30 - 23:00（1979年4月～1986年3月）
- 毎週日曜7:15 - 7:45（1986年4月～1999年3月）
- 毎週日曜8:30 - 9:00（1999年4月～2001年3月）

## 概要
ラジオのドキュメンタリー番組。パーソナリティの芳村はオープニングで「音の雑誌」、自身を「編集長」と言い、放送回数を「第○号」と称した。その時折の話題となっている社会問題や事件、政府の重要な政策方針、また各地域の抱えている問題などをリポーターが取材し、その取材内容などの合間にそれら事件や問題の概要、および自己の感想などを芳村が語るという内容であった。
芳村は1988年に『夜のヒットスタジオ』（フジテレビ）を降板し、テレビ司会者としてはセミリタイヤをしたが、当番組の司会は継続。その後、林野庁林政審議会委員など政府系の諮問機関の委員を多く務めた芳村が第2のキャリアを歩み出す契機となった。1997年に放送1000回を達成。
2001年1月、芳村の長男の元歌手・大伴修が覚醒剤取締法違反で逮捕されたことを受けて芳村が自主的に番組降板を申し出、同年春改編（2001年3月）をもって番組終了が急遽決定。23年の放送に幕を閉じた。芳村降板後の同年2月から3月までの間は、当番組のオープニングのナレーションを担当していた当時TBSアナウンサーだった宮内鎮雄や吉川美代子が番組を受け持った。
終了後は、女優の東ちづるをパーソナリティに迎え、省庁再編により誕生した内閣府の提供による『グッドモーニングジャパン』が放送されていたが、2007年4月1日に終了。内閣府提供のAMラジオ番組は、翌週の4月8日から制作局をニッポン放送に移したが、政府広報のテレビ・ラジオ全番組は行政刷新会議による「事業仕分け」の方針で2009年度をもって終了した。以後の詳細は『栗村智のHappy!ニッポン!』を参照。

## テーマ音楽
- Make Up In The Morning（菊池ひみこ）